# Vincent Kriechmayr
Vincent Kriechmayr (Linz, 1 oktober 1991) is een Oostenrijks alpineskiër met Belgisch roots.

## Levensloop
Kriechmayr is woonachtig in Linz en is door zijn moeder, een uit Bornem afkomstige lerares kunstgeschiedenis, vernoemd naar Vincent van Gogh. Zijn vader heeft de Oostenrijkse nationaliteit. Hij groeide op in het Opper-Oostenrijkse Gramastetten, maar tijdens de winter gaven zijn ouders skilessen in het Salzburgische Obertauern. Op 10-jarige leeftijd ging Kriechmayr op ski-internaat.
Kriechmayr maakte in december 2010 zijn wereldbekerdebuut te Alta Badia. Vervolgens duurde het nog drie jaar alvorens hij, in Beaver Creek, zijn eerste wereldbekerpunten scoorde en in maart 2014 behaalde de alpineskiër in Kvitfjell zijn eerste toptienklassering in een wereldbekerwedstrijd. Een jaar later stond Kriechmayr in wederom in Kvitfjell voor de eerste maal in zijn carrière op het podium van een wereldbekerwedstrijd. Op de wereldkampioenschappen van 2017 in Sankt Moritz eindigde hij als vijfde op de Super G, als achtste op de alpine combinatie en als negentiende op de afdaling. Op 1 december 2017 boekte de Oostenrijker in Beaver Creek zijn eerste wereldbekerzege. Tijdens de Olympische Winterspelen van 2018 in Pyeongchang, alwaar hij uitkwam voor zijn Oostenrijkse vaderland, eindigde Kriechmayr als zesde op de super G en als zevende op de afdaling, op de alpine combinatie wist hij niet te finishen.
Op de wereldkampioenschappen van 2019 te Åre veroverde hij de zilveren medaille op de Super G en de bronzen medaille op de afdaling, daarnaast eindigde hij als zeventiende op de alpine combinatie. Op het WK van 2021 in Cortina d'Ampezzo werd Kriechmayr wereldkampioen op zowel de afdaling als de Super G. In januari 2022 won hij de Lauberhornrennen, de oudste nog bestaande skiwedstrijd.
In Hinterstoder is een skipiste naar hem vernoemd.

## Resultaten

### Olympische Spelen
| Jaar | Plaats      | Resultaten                                   |
| ---- | ----------- | -------------------------------------------- |
| 2018 | Pyeongchang | 7e Afdaling 6e Super G DNF Alpine combinatie |
| 2022 | Peking      | 8e Afdaling 5e Super G                       |

### Wereldkampioenschappen
| Jaar | Plaats            | Resultaten                                   |
| ---- | ----------------- | -------------------------------------------- |
| 2017 | Sankt Moritz      | 5e Super G 8e Alpine combinatie 19e Afdaling |
| 2019 | Åre               | Super G · Afdaling · 17e Alpine combinatie   |
| 2021 | Cortina d'Ampezzo | Super G · Afdaling · DNF2 Alpine Combinatie  |
| 2025 | Saalbach          | Afdaling                                     |

### Wereldbeker
Eindklasseringen
| Seizoen   | Algm | AD     | RS  | SG     | SC  |
| --------- | ---- | ------ | --- | ------ | --- |
| 2013/2014 | 59e  | -      | -   | 23e    | 18e |
| 2014/2015 | 24e  | 21e    | 48e | 6e     | 12e |
| 2015/2016 | 14e  | 18e    | -   | 4e     | 10e |
| 2016/2017 | 28e  | 14e    | -   | 14e    | 17e |
| 2017/2018 | 7e   | 5e     | -   | Zilver | -   |
| 2018/2019 | 5e   | Brons  | 55e | Zilver | 9e  |
| 2019/2020 | 5e   | 6e     | -   | Zilver | 11e |
| 2020/2021 | 8e   | 5e     | 51e | Goud   |     |
| 2021/2022 | 5e   | 6e     | -   | Brons  |     |
| 2022/2023 | 5e   | Zilver | 58e | Brons  |     |
| 2023/2024 | 6e   | 4e     | -   | Zilver |     |
| 2024/2025 | 12e  | 11e    | -   | Brons  |     |

Wereldbekerzeges
| Datum            | Plaats                 | Onderdeel |
| ---------------- | ---------------------- | --------- |
| 1 december 2017  | Beaver Creek           | Super G   |
| 14 maart 2018    | Åre                    | Afdaling  |
| 15 maart 2018    | Åre                    | Super G   |
| 19 januari 2019  | Wengen                 | Afdaling  |
| 20 december 2019 | Val Gardena            | Super G   |
| 29 februari 2020 | Hinterstoder           | Super G   |
| 25 januari 2021  | Kitzbühel              | Super G   |
| 6 februari 2021  | Garmisch-Partenkirchen | Super G   |
| 6 maart 2021     | Saalbach-Hinterglemm   | Afdaling  |
| 15 januari 2022  | Wengen                 | Afdaling  |
| 16 maart 2022    | Courchevel             | Afdaling  |
| 17 maart 2022    | Courchevel             | Super G   |
| 15 december 2022 | Val Gardena            | Afdaling  |
| 28 december 2022 | Bormio                 | Afdaling  |
| 20 januari 2023  | Kitzbühel              | Afdaling  |
| 15 maart 2023    | Soldeu                 | Afdaling  |
| 15 december 2023 | Val Gardena            | Super G   |
| 18 februari 2024 | Kvitfjell              | Super G   |